# Rullvivlar
Rullvivlar (Attelabidae) är en familj i underordningen allätarbaggar bland skalbaggarna. Mer än 2000 arter är kända över hela världen.
De har ett tämligen långt snyte och de raka (inte vinkelböjda) antennerna är fästa vid eller framför dettas mitt. Sitt svenska namn har dessa insekter fått av att honan hos flertalet arter rullar ihop blad och lägger sina ägg i bladrullen. Andra arter lägger äggen i avgnagda vissnade skott eller i frukter.